# Шарлота фон Зайн-Витгенщайн-Хоенщайн
Шарлота фон Зайн-Витгенщайн-Хоенщайн (на немски: Charlotte fon Sayn-Wittgenstein; * 2 януари 1661; † 9 февруари 1725) е графиня от Зайн-Витгенщайн-Хоенщайн и чрез женитба графиня на Зайн-Витгенщайн-Ноймаген.

## Произход
Тя е дъщеря на граф Густав фон Зайн-Витгенщайн-Клетенберг-Лора (1633 – 1700) и съпругата му Анна де Ла Плац (1634 – 1705), дъщеря на маркиз Франсоа де Ла Плац († 1666), вицеграф на Махо, и съпругата му Анна Маргарета фон Бредероде († 1634 или 1635). Братята ѝ са Хайнрих Албрехт (1658 – 1723), нежененият Карл Фридрих (1659 – 1686), убит при Виена, и Август (1664 – 1735).
Шарлота фон Зайн-Витгенщайн-Хоенщайн умира на 9 февруари 1725 г. на 64 години.

## Фамилия
Шарлота фон Зайн-Витгенщайн-Хоенщайн се омъжва на 20 юни 1689 г. за граф Карл Лудвиг Албрехт фон Зайн-Витгенщайн-Ноймаген (1658 – 1724), вдовец на графиня Конкордия фон Зайн-Витгенщайн-Хоенщайн (1648 – 1683), син на граф Лудвиг Алберт (Албрехт) фон Зайн-Витгенщайн-Ноймаген (1617 – 1664) и графиня Йоханета Мария фон Вид (1615 – 1715). Тя е втората му съпруга. Те имат дванадесет деца:
- Шарлота София (* 5 януари 1690 – ?)
- Карл Вилхелм Густав (* 15 февруари 1691; † 21 април 1754), генерал-майор, женен на 11 септември 1727 г. за Мария Анна Тереза фон дер Хайден († 1742)
- Шарлота София (* 8 юни 1692)
- Йохан Фридрих (* 26 ноември 1693; † 25 март 1709)
- Лудвиг Александер (* 26 декември 1694; † 22 май 1768)), генерал-майор на Вюртемберг, генерал-фелдмаршал на Швабия, женен на 1 януари 1724 г. за Фридерика Вилхелмина фон Вендесен (1700 – 1780)
- Поликсена (* 1695 – ?)
- Каролина (* 15 март 1698; † 17 декември 1772)
- Вилхелмина (* 19 февруари 1699; † 1703)
- Конкордия Августа (* 21 април 1700; † 15 февруари 1777)
- Амалия Луиза (* 3 юли 1702; † 17 декември 1737), омъжена на 17 януари 1733 г. за граф Йохан Лудвиг Адолф фон Вид-Рункел (1705 – 1762), син на граф Максимилиан Хайнрих фон Вид-Рункел-Дирдорф (1681 – 1706)
- Фридрих Карл (* 15 март 1703; † 19 юни 1786), граф на Сайн-Витгенщайн-Сайн, женен на 18 март 1765 г. за София Фердинанда Хелена Амалия фон Сайн (1741 – 1774), дъщеря на граф Карл Вилхелм фон Зайн-Витгенщайн-Берлебург-Карлсбург
- Лудвиг Ернст (* 1 май 1706; † 19 май 1758), маршал на Вюртемберг (1706 – 1758)